# Городское поселение Пересвет
Городско́е поселе́ние Пересве́т — упразднённое муниципальное образование в Сергиево-Посадском муниципальном районе Московской области. Включало 6 населённых пунктов, крупнейший из которых — город Пересвет.

## История
В ходе муниципальной реформы, проведённой после принятия федерального закона 2003 года «Об общих принципах организации местного самоуправления в Российской Федерации», в Московской области были образованы городские и сельские поселения.
Городское поселение Пересвет было образовано согласно закону Московской области от 28 февраля 2005 года № 60/2005-ОЗ «О статусе и границах Сергиево-Посадского муниципального района и вновь образованных в его составе муниципальных образований».
В состав городского поселения вошли город Пересвет, 4 деревни и 1 село Наугольновского и Мишутинского сельских округов. В 2006 году деление на сельские округа в Московской области было отменено.
Законом Московской области от 20 марта 2019 года Сергиево-Посадский муниципальный район был упразднён, а все входившие в его состав поселения 1 апреля 2019 года были объединены в единое муниципальное образование — Сергиево-Посадский городской округ.

## Население
| 2006    | 2007    | 2008    | 2009    | 2010    | 2011    | 2012    | 2013    |
| ------- | ------- | ------- | ------- | ------- | ------- | ------- | ------- |
| 14 692  | ↗14 773 | ↘14 696 | ↘14 615 | ↘14 215 | ↘14 185 | →14 185 | ↘14 164 |
| 2014    | 2015    | 2016    | 2017    | 2018    | 2019    |         |         |
| ↘14 068 | ↘14 022 | ↘13 969 | ↘13 854 | ↘13 796 | ↘13 706 |         |         |

## Состав городского поселения
| № | Населённый пункт | Тип населённого пункта        | Население |
| - | ---------------- | ----------------------------- | --------- |
| 1 | Игнатьево        | деревня                       | ↘22       |
| 2 | Коврово          | деревня                       | ↗22       |
| 3 | Красная Сторожка | деревня                       | ↘15       |
| 4 | Парфёново        | село                          | ↗6        |
| 5 | Пересвет         | город, административный центр | ↘11 434   |
| 6 | Самойлово        | деревня                       | ↘3        |

## Главы городского поселения
- Константин Витальевич Негурица (2005—2009)
- Юрий Борисович Антонов (2009—2015)[20]
- Андрей Васильевич Булкин (2015—2019)[21]